# Nagy György (lelkész)
Köpeczi Nagy György (Felvinc, Torda-Aranyos vármegye, 1783. június 3. – Kézdivásárhely, 1830. február 7.) református lelkész, kollégiumi tanár, egyházi író.

## Élete
Nagy György polgár és Takács Mária fia. A nagyenyedi kollégiumban tanult és 1800-ban mint kitűnő tanuló lépett a felső osztályba, ahol könyvtárnoknak, 1806-ban az akkori logikának nevezett osztályban köztanítónak nevezték ki és főként a latin nyelvben nagy jártassággal bírt, emellett németül és franciául is értett. Még a tanítóságot el sem végezte, mikor a felvinci lelkészségre hívták meg, ahol 1807. április 24-én köszöntött be. 
1808-ban a göttingeni egyetemre ment tanulásának folytatására, ahonnét 1809-ben visszajött és azon évben a kolozsvári zsinaton felvinci pappá szentelték. 1810-ben Nagyenyedre került lelkésznek, ahonnét 1811-ben Kolozsvárra ment papnak, 1814-ben ugyanott hittanárrá választották. Amikor Bánffi László bárónak, a református egyháztanács elnökének, leányával titokban egybekelt 1815-ben, kolozsvári tanárságától megfosztották, közkereset alá vették és az október 7-én ítélet szerint házasságát megsemmisíttették. Amikor azonban Nagy az ügyet a kézdivásárhelyi közzsinatra föllebbezte, ennek határozata folytán meghagyatott a papságban, de nem a tanárságban. 
1816-ban Désen lett pap, 1819 májusában pedig szülőföldjén. 1822 januárjában szászvárosi lelkésznek választották, ide be is köszöntött, de a felvinciek kérelmére megmaradt előbbi helyén. 1827-ben pap lett Kézdivásárhelyen.

## Munkái
- A jó rendnek baráttja, mellyet néhai tek. f.-csernátoni Kölönte József úrnak utolsó megtiszteltetésére egy halotti beszédben foglalt és elmondott Nagy-Enyeden a ref. templomban 1812. Karácson hava 27. Kolozsvár, 1813
- Az érdeme szerént megtiszteltetett katona. Egy a m.-igeni ref. templomban az 1814. eszt. Szent-György havának 24. elmondott halotti beszédben foglaltatva. Végtiszteletére a cs. k. főherczeg József huszár ezredénél szolgált és a harcz mezején elesett százados kapitány Demjén Lászlónak. Kolozsvár (Szász Mózes beszédével együtt)
- A leszakasztott tavaszi bimbó, mellyet néhai Balog Elek halotti tisztességére készített és elmondott Maros-Ujváron… máj. 15. 1815. Kolozsvár, (1821)
- A boldog királyné, egy halotti beszédben. Mária Ludovica Beatrix Austriai császárnénak és magyar királynénak, első Ferencz koronás fejedelmünk idvezült párjának végtiszteletére írta és a marosujvári cs. k. sóaknáknál lévő tek. tisztségnek és közönségnek templomi gyűlésében elmondotta 1816. okt. 6. Kolozsvár, 1817
- A megelégedéssel egybekapcsolt középszerű sors, néhai mélt. m.-csesztvei Miske József urnak emlékezetére írta. Marosvásárhely, 1821 (Szász Lajos beszédével együtt)
- A kicsin ember a társaságban. Halotti beszéd. (Székely István temetésén). A kolozsvári ev. ref. nagy templomban Sz. Iván hava 22. 1823. Kolozsvár, 1823 (Csiszár Sámuel beszédével együtt)
- Isten Én Örömem, Vigasztalásom, Mindenem. Imádságos könyv. Cleyman Károly után magyarul. Kolozsvár, 1827 Online